# 7094 Godaisan
7094 Godaisan è un asteroide della fascia principale. Scoperto nel 1992, presenta un'orbita caratterizzata da un semiasse maggiore pari a 2,7812334 UA e da un'eccentricità di 0,1658212, inclinata di 9,52436° rispetto all'eclittica.